# Ocean City (Maryland)
Ocean City é uma cidade  localizada no estado americano de Maryland, no Condado de Worcester.

## Demografia
Segundo o censo americano de 2000, a sua população era de 7173 habitantes.
Em 2006, foi estimada uma população de 7031, um decréscimo de 142 (-2.0%).

## Geografia
De acordo com o United States Census Bureau tem uma área de
94,2 km², dos quais 11,8 km² cobertos por terra e 82,4 km² cobertos por água. Ocean City localiza-se a aproximadamente 3 m acima do nível do mar.

## Localidades na vizinhança
O diagrama seguinte representa as localidades num raio de 16 km ao redor de Ocean City.